# Mount Gambier (vulkaan)
Mount Gambier is een Maar-complex, gelegen in Zuid-Australië in het gebied Newer Volcanics Province, geassocieerd met de East Australia Hotspot.
Het is niet duidelijk wanneer de vulkaan voor het laatst is uitgebarsten. Volgens sommigen is dat 28.000 jaar geleden, volgens anderen slechts 4900 jaar geleden. Als de meest recente datum correct is, betekent dit de meest recente vulkaanuitbarsting op het Australische vasteland.